# Halopteris rostrata
Halopteris rostrata är en nässeldjursart som beskrevs av Wilfrid Arthur Millard 1975. Halopteris rostrata ingår i släktet Halopteris och familjen Halopterididae. Inga underarter finns listade i Catalogue of Life.